# Chleby (districtul Nymburk)
Chleby este o comună și un sat în districtul Nymburk, regiunea Boemia Centrală, Cehia. Are o populație de aproximativ 500 de locuitori.
Principalul obiectiv turistic este Biserica „Sfântul Laurențiu”, construită în stil baroc târziu în 1780–1782.

## Diviziuni administrative
Chleby este alcătuit din două diviziuni administrative (populația este între paranteze conform recensământului din 2021):
- Chleby (407)
- Draho (42)

## Etimologie
Cuvântul „chleby” are sensul de „pâine” în limba cehă modernă, dar aceasta este doar o coincidență. Numele satului este derivat din prenumele personal Chleb, care înseamnă „ai lui Chleb (familia lui Chleb)”.

## Geografie
Chleby se află la aproximativ 5 kilometri (3 mi)nord-est de Nymburk și la 41 kilometri (25 mi) est de capitala Praga. Se află într-un peisaj agricol plat din Podișul Elbei Centrale.

## Istorie
Prima mențiune scrisă a lui Chleby datează din anul 1292, când mănăstirea din Mnichovo Hradiště⁠(d) a vândut satul cătremănăstirea Sedlec.

## Transporturi
Partea de nord a teritoriului comunei Chleby este străbătută pe o distanță scurtă de linia de cale ferată Jičín - Nymburk, dar nu se găsește nicio gară în comună. În schimb, Chleby este deservită de stația din comuna vecină, Oskořínek⁠(d).

## Obiective turistice

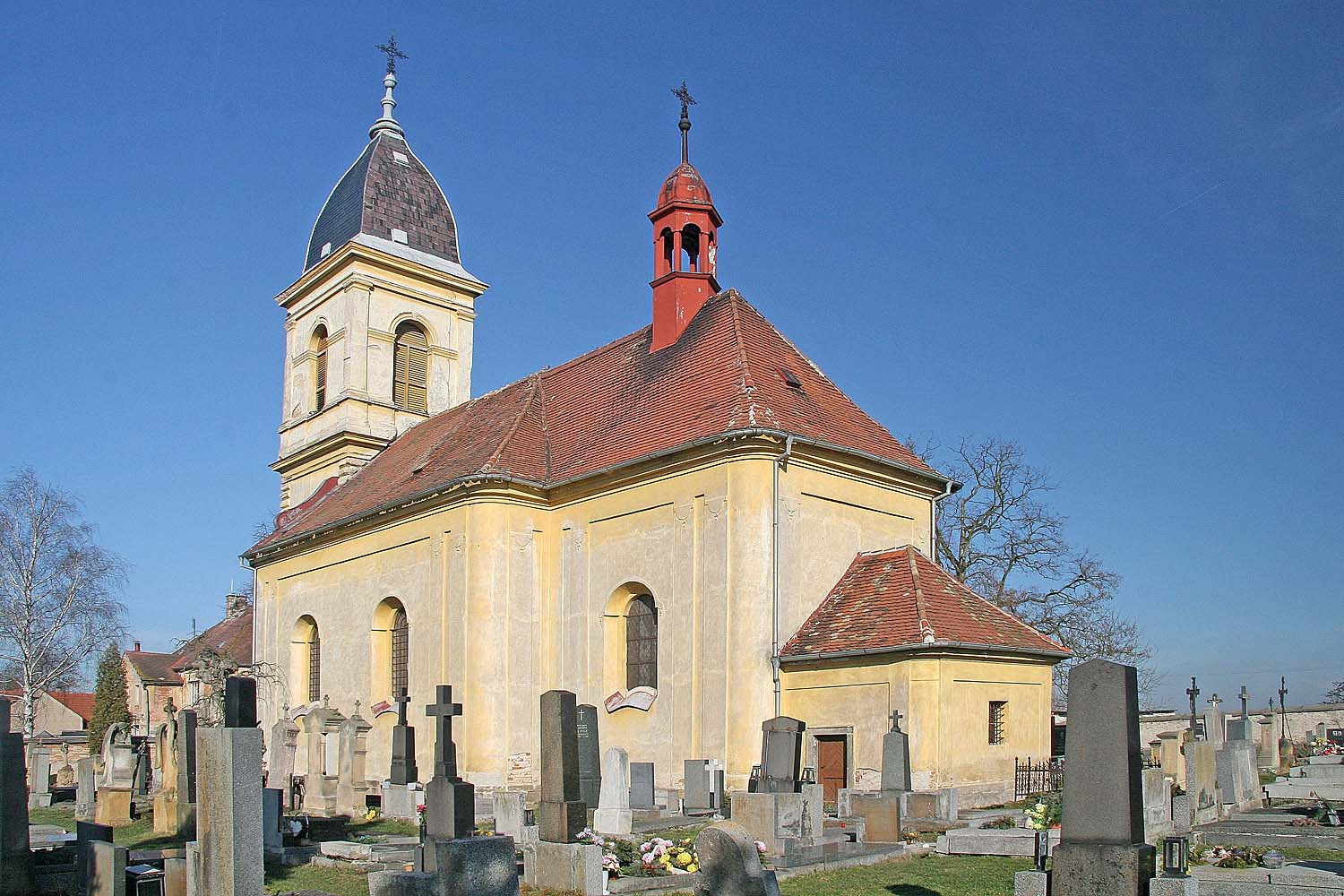
Biserica „Sfântul Laurențiu”

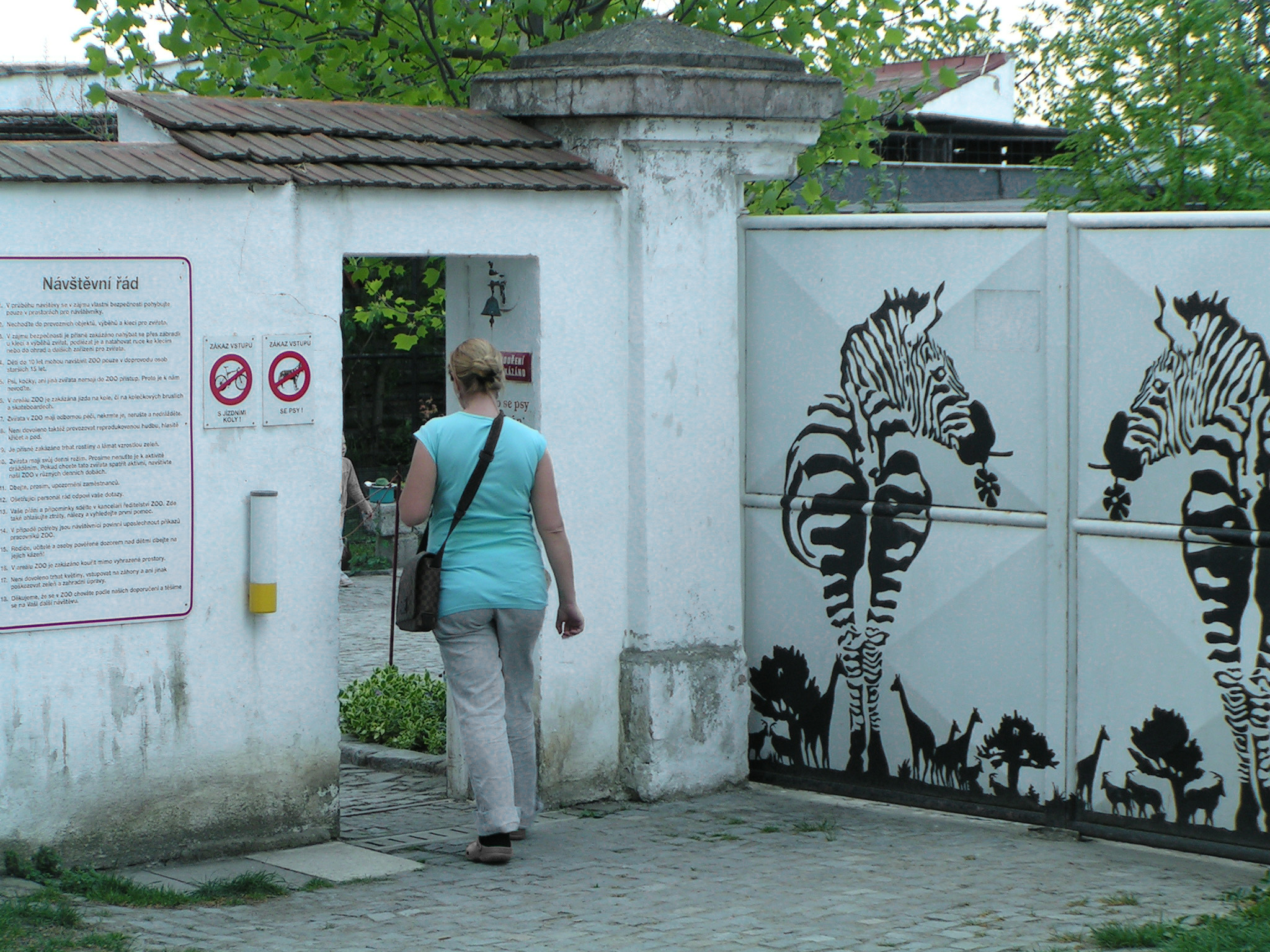
Intrarea în Grădina Zoologică din Chleby

Principalul obiectiv turistic al comunei Chleby este Biserica „Sfântul Laurențiu”. A fost construită în stil baroc târziu în perioada 1780–1782. Un turn a fost adăugat la mijlocul secolului al XIX-lea.
Biserica Evanghelică a fost construită în stil neoromanic între 1885–1888, după demolarea celei vechi.
Chleby este cunoscut pentru Grădina Zoologică din Chleby (oficial: Zoologická zahrada Chleby). Cu o suprafață de doar 0,8 hectare, a fost una dintre cele mai mici grădini zoologice din Cehia. În 2008 i s-au adăugat 3,6 hectare, când grădina zoologică a cumpărat teren chiar peste drum de grădina zoologică. În 2008 a fost deschis publicului un acvariu gigant de apă dulce numit Pavilionul Elbei.